# ذراع المعلامة (حالمين)

تعديل مصدري - تعديل

ذراع المعلامة هي إحدى قرى عزلة حبيل الريدة بمديرية حالمين التابعة لمحافظة لحج، بلغ تعداد سكانها 101 نسمة حسب تعداد اليمن لعام 2004.